# Gray-la-Ville
Gray-la-Ville is een gemeente in het Franse departement Haute-Saône (regio Bourgogne-Franche-Comté). De plaats maakt deel uit van het arrondissement Vesoul. Gray-la-Ville telde op 1 januari 2022 928 inwoners.

## Geografie
De oppervlakte van Gray-la-Ville bedraagt 4,0 km², de bevolkingsdichtheid is 245 inwoners per km². De plaats ligt aan de Saône ten westen van Gray.

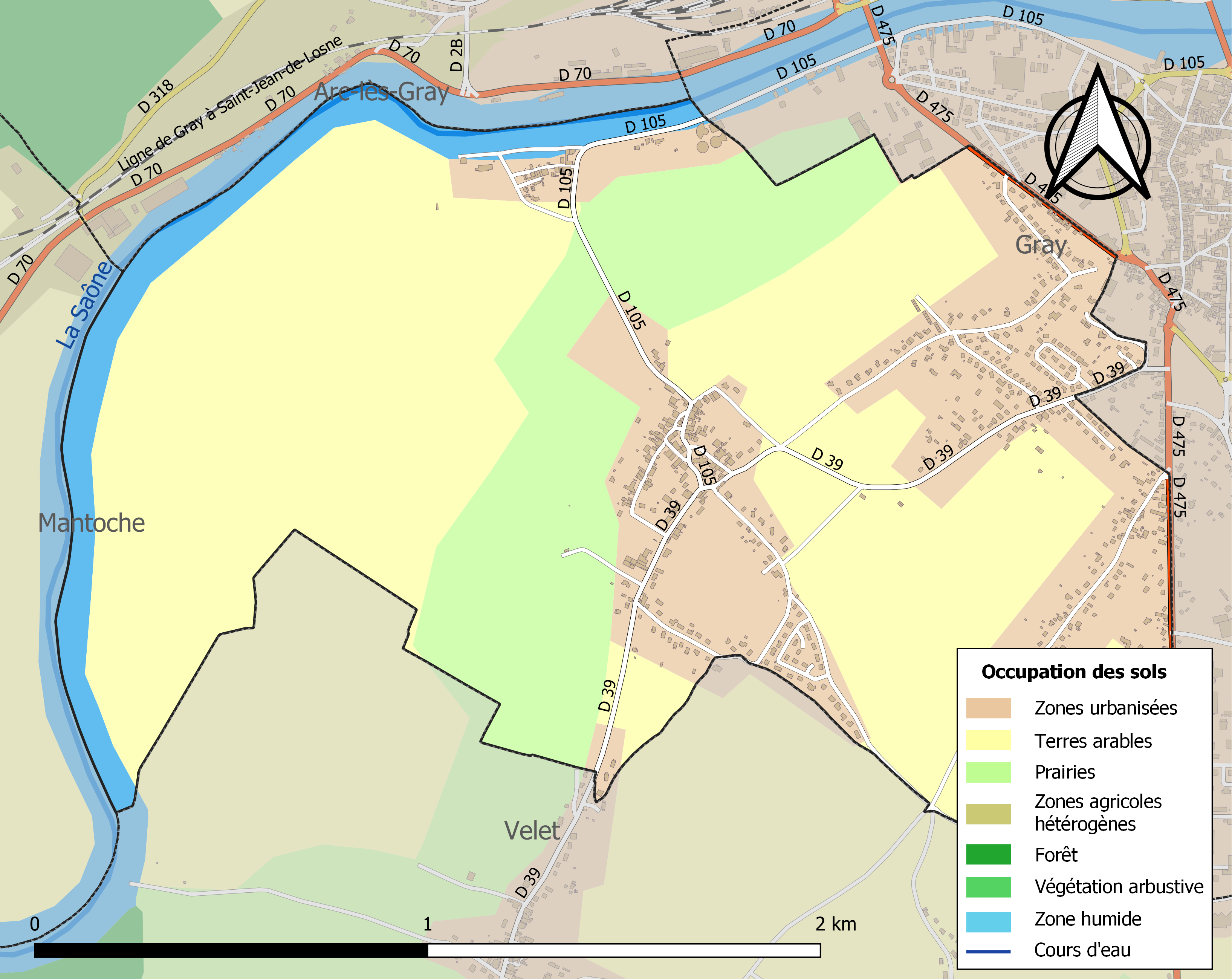
Kaart van de gemeente met de belangrijkste infrastructuur, bodemgebruik en omliggende gemeenten

## Demografie
Onderstaande figuur toont het verloop van het inwonertal (bron: INSEE-tellingen).